# Studenčice (Radovljica, Slovenija)
Studenčice je naselje u slovenskoj Općini Radovljici. Studenčice se nalazi u pokrajini Gorenjskoj i statističkoj regiji Gorenjskoj. 

## Stanovništvo
Prema popisu stanovništva iz 2002. godine naselje je imalo 97 stanovnika.